# YIQ (färgrymd)

Färgrymden YIQ på Y=0.5. Notera att färgkoordinaterna för I och Q skalas upp till 1.0. Se formeln nedan i artikeln för att få rätt gränsvärden.

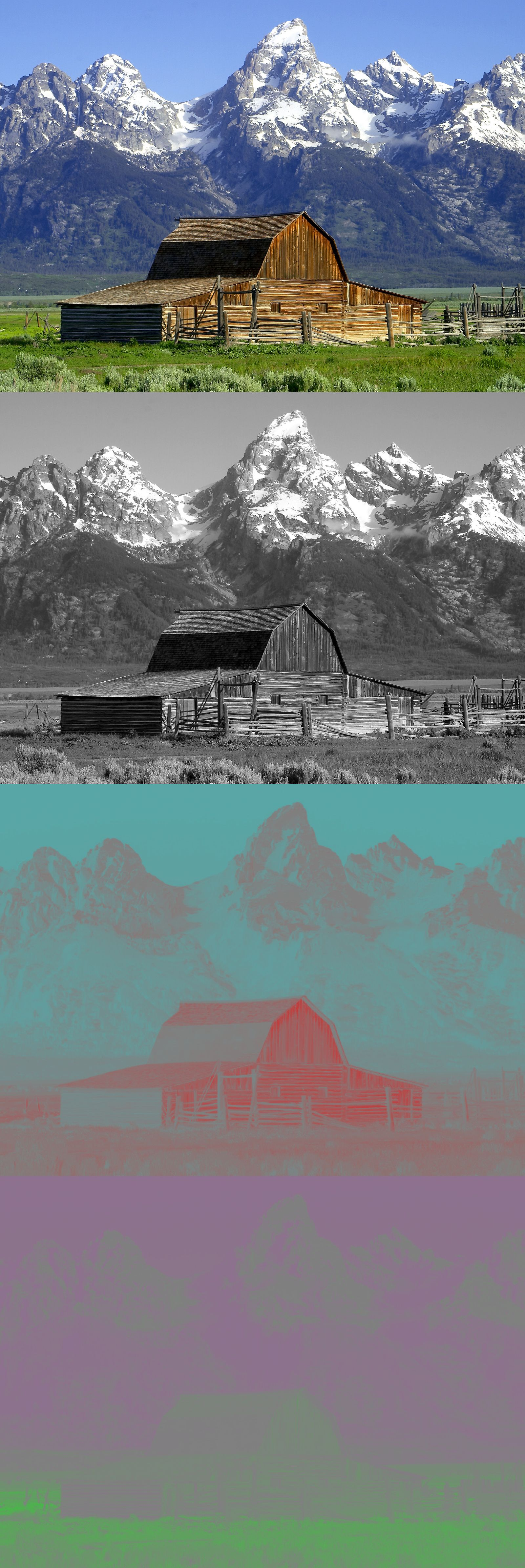
En bild med sina Y-, I- och Q-komponenter.

YIQ är färgrymden som används i TV-apparater av färgtypen NTSC som förekommer huvudsakligen i Nord- och Centralamerika samt Japan.
I står för in-phase, medan Q står för quadrature, som hänvisar till komponenterna som används i kvadraturamplitudmoduleringen. En del typer av NTSC använder numera färgrymden YUV som även används av andra system, såsom PAL.
Y-komponenten representerar informationen för ljusstyrka och är den enda komponenten som svartvita TV-mottagare använder. I och Q representerar krominansinformationen. I YUV kan U- och V-komponenterna föreställas som X- och Y- koordinaterna i färgrymden. I och Q kan föreställas som två andra axlar på samma graf, som har roterats 33 grader; alltså representerar IQ och UV olika koordinatsystem på samma plan.